# مونته آرجنتاریو
مونته آرجنتاریو (به ایتالیایی: Monte Argentario) یک کومونه در ایتالیا است که در استان گروستو واقع شده‌است.

## خصوصیات
مونته آرجنتاریو ۶۰٫۳ کیلومترمربع مساحت و ۱۳٬۰۲۳ نفر جمعیت دارد و ۵ متر بالاتر از سطح دریا واقع شده‌است.